# RanX: The Video Game
Pour les articles homonymes, voir Ranx.
RanX: The Video Game est un jeu vidéo d'action-aventure développé et édité par Ubi Soft, sorti en 1990 sur Amiga, Atari ST et PC (DOS). Il s'agit d'une adaptation de la bande dessinée italienne Ranx à New-York de Stefano Tamburini et Tanino Liberatore.

## Accueil
- Joystick : 77 % (Amiga)[1]